# 8e Infanteriedivisie (Canada)

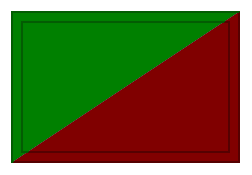
Patch van de 8ste Canadese Infanterie Divisie

De 8e Canadese Infanteriedivisie was een Canadese eenheid die diende onder de Pacific Command in West-Canada gedurende de Tweede Wereldoorlog. De divisie werd opgericht op 18 maart 1942 en had het hoofdkwartier in Prince George BC. De divisie was bedoeld als Home Defence Unit. Aanvankelijk bestond de eenheid uit de 19e, 20e, en 21e Canadese Infanteriebrigades. In juli werden de Home Defence Divisions gereorganiseerd en de 8e Divisie bestond toen uit de 14e en 16e Infanteriebrigades. De 19e Infanteriebrigade werd overgeplaatst naar de 6e Canadese Infanteriedivisie, de 20e Infanteriebrigade ging naar de 7e Canadese Infanteriedivisie, en de 21e Infanteriebrigade bleef aan Valcartier, als een strategische reserve. De 8e Canadese Infanteriedivisie werd op 15 oktober 1943 ontbonden samen met de 16e Infanteriebrigade. De 14e Infanteriebrigade werd bij de 6e Infanteriedivisie toegevoegd.

## Slagorde
Juni 1942
- 8 Defence en Employment Platoon (Lorne Scots)
- 19de Canadese Infanterie Brigade
- 20Ste Canadese Infanterie Brigade
- 21st Canadese Infanterie Brigade

Augustus 1942
- 8 Defence en Employment Platoon (Lorne Scots)
- 14de Canadese Infanterie Brigade
- Nr 14 Ground Defence Platoon (Lorne Scots)
- 16de Canadese Infanterie Brigade
- Nr 16 Defence Platoon (Lorne Scots)